# 乌夫顿

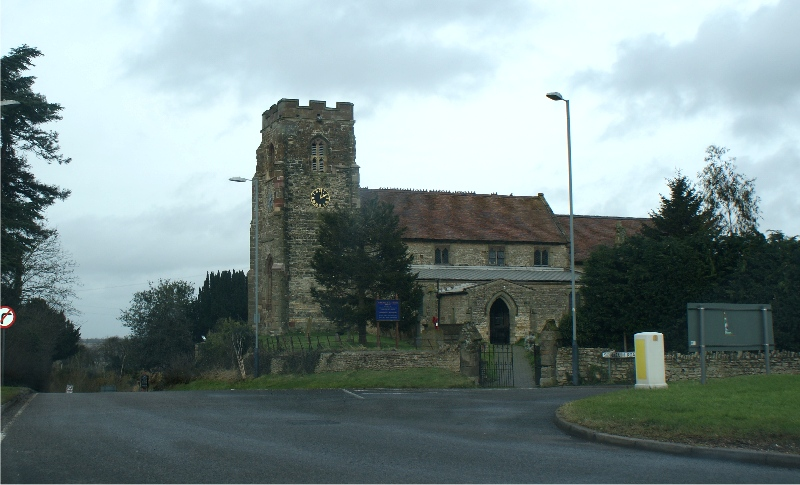
St. Michael's Church, Ufton

乌夫顿（英語：Ufton）是一座位于英格兰华威郡亚芬河畔史特拉福区的小镇和民政教区。2011年人口普查数量为319。小镇距离皇家利明顿温泉5英里（8）,距离绍瑟姆2英里（3）。小镇坐落于一处冰层断崖顶端，在上个冰河世纪形成，高于海平面121米。
乌夫顿牧场是一处具特殊科学价值地点，位于乌夫顿的东南方向，占地面积77英畝（31公頃）。

## 历史
乌夫顿命名来源无可靠依据。在长伊奇金顿宪章（英語：Long Itchington Charter)中曾称此地为乌夫顿林(英語：Ufton Wood)。